# Росбанк
Росба́нк (полное наименование — публичное акционерное общество «Росбанк») — бывший российский универсальный банк с штаб-квартирой в Москве. В октябре 2019 года включён Банком России в перечень системно значимых кредитных организаций. С августа 2024 года банк принадлежит российской финансовой группе «Интеррос» через контролирующуюся ею компанию «Т-Технологии». 
Из-за вторжения России на Украину банк находится под санкциями всех стран Евросоюза, США, Канады и отключен от SWIFT.

## История
Банк был основан в 1998 году компанией «Интеррос». Согласно другой версии — основан в 1993 году как АКБ «Независимость» (АОЗТ), впоследствии несколько раз менял организационно-правовую форму (1994 год — ТОО, 1996 год — ЗАО). В сентябре 1998 года ХК «Интеррос» приобрела банк и переименовала его в АКБ «Росбанк» (ЗАО).
В 1999 году Росбанк получил организационно-правовую форму открытого акционерного общества.
В 2003 году Росбанк за 200 млн $ приобрёл банковскую группу ОВК, за счёт этого значительно расширив филиальную сеть.
1 декабря 2005 года стал лауреатом премии «Золотой банковский лев» в номинации «Лидер в области потребительского кредитования».
C 2010 года Росбанк является партнёром Российской программы финансирования устойчивой энергетики.

### Объединение с БСЖВ, ребрендинг и трансформация структуры

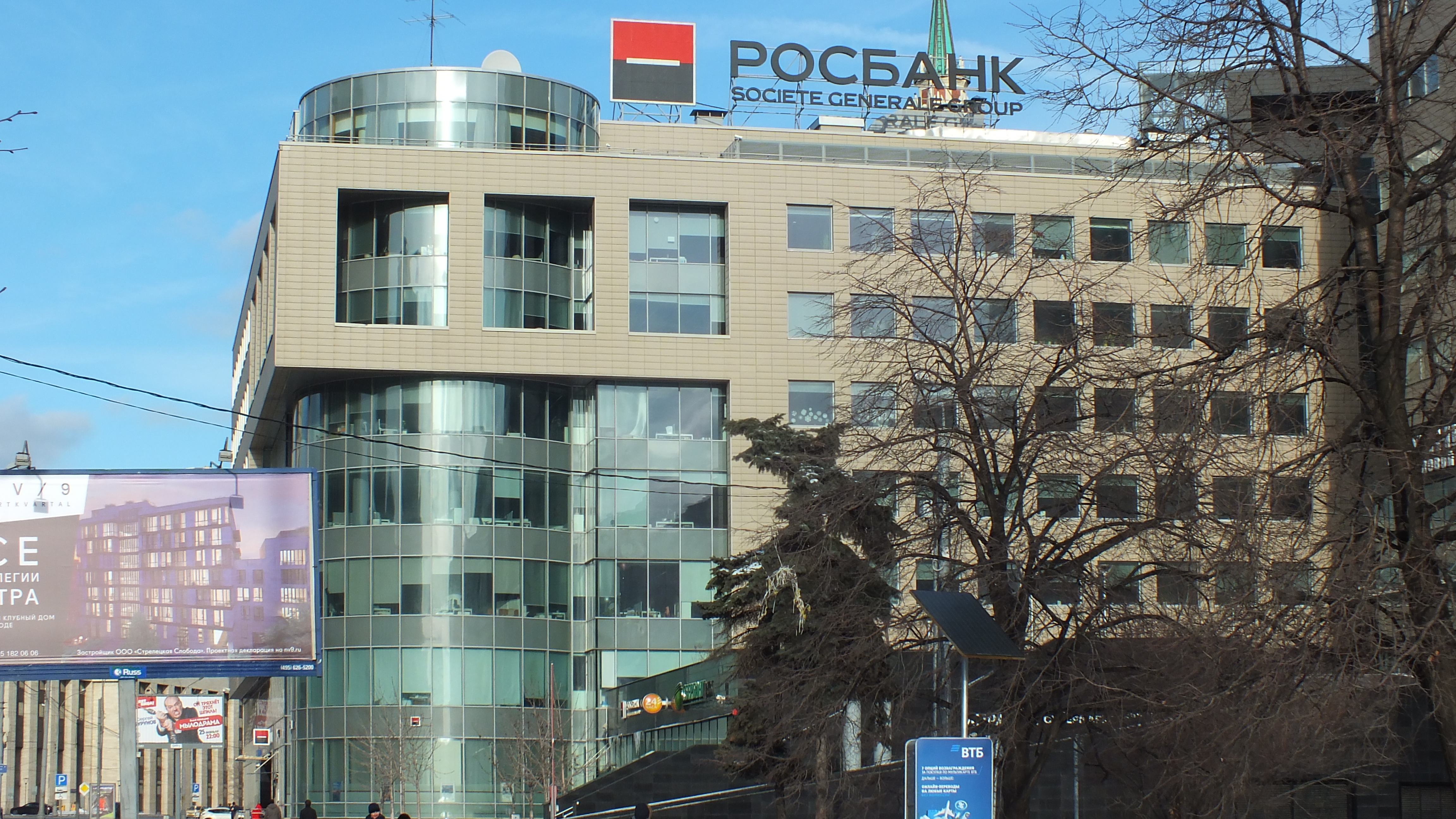
Банк на улице Маши Порываевой с логотипом (2019 год)

Логотип с мая 2022 года по 2024 год

В феврале 2010 года были обнародованы совместные планы акционеров банка (Societe Generale и «Интерроса») по консолидации российских активов группы: Росбанка, «Банк Сосьете Женераль Восток», банка «ДельтаКредит» и Русфинанс банка. Совокупный объём активов оценивался на 1 января 2010 года в 656 млрд руб. По завершении объединения Росбанк стал третьим по величине активов частным банком России, пропустив вперёд «Альфа-банк» и принципиального конкурента — «Юникредит банк».
В феврале 2010 года BSGV и Росбанк объединили сеть банкоматов. Во всех банкоматах Росбанка владельцы карт BSGV смогли совершать операции без дополнительных комиссий, и наоборот.
В январе 2011 года Росбанк стал владельцем 100 % акций Русфинанс банка и банка «ДельтаКредит».
15 апреля 2011 года акционерами Росбанка было принято решение о реорганизации банка в форме присоединения к нему ЗАО «БСЖВ», которое состоялось 1 июля 2011 года. Весной 2011 года стартовал ребрендинг банка, который заключается в переходе на символику группы Société Générale. Новым логотипом банка стал красно-чёрный квадрат с белой полосой, изменился шрифт написания названия банка, а под ним появилась информация о принадлежности группе Société Générale. Летом 2011 года была введена новая символика на банковских картах, проведено юридическое объединение, а с октября 2011 года все отделения и банкоматы стали полностью равноценными, начался процесс смены вывесок на отделениях. Также была существенно расширена сеть банков-партнёров, а следовательно и число банкоматов и терминалов, которые могут использовать клиенты Росбанка без комиссии.
В апреле 2022 года финансовая группа Société Générale объявила о прекращении своей банковской и страховой деятельности в России. 18 мая 2022 года Societe Generale объявила о закрытии сделки по продаже «Росбанка» и российских страховых подразделений группы в пользу «Интеррос Капитал». После смены владельца Росбанк представил новую бренд-платформу и провёл ребрендинг.

### Присоединение к Т-Банку
16 августа 2024 года состоялась юридическая интеграция Росбанка в одну группу с Т-Банком. «ТКС Холдинг» стал держателем 99,4% Росбанка. Менеджмент Т-Банка и Росбанка предложил стратегию интеграции Росбанка через присоединение в виде филиала Т-Банка. Вопрос был вынесен на советы директоров Т-Банка и Росбанка и рассмотрен в сентябре 2024 года.
В начале ноября 2024 года акционеры обеих структур объявили об объединении, которое завершится в первом квартале 2025 года. Т-банк выпустит допэмиссию своих акций на 3 миллиарда рублей, акции Росбанка будут конвертированы по курсу 5,88 за одну акцию Т-банка.
6 ноября Мосбиржа объявила о прекращении торгов акциями Росбанка.
В самом конце 2024 года было объявлено о завершении процедуры присоединения Росбанка к Т-Банку в формате филиала.

## Собственники
На август 2024 года:
- 99,4 % — АО «ТКС Холдинг»

### Хронология
До 2008 года «Интеррос» являлся контролирующим акционером банка, затем контрольный пакет акций перешёл к Societe Generale
В декабре 2008 года «Интеррос» передал 19,99 % акций в залог ВТБ под обеспечение полученных кредитов.
В декабре 2013 года ВТБ продал Société Générale почти 10 % акций «Росбанка».
В апреле 2014 года Société Générale выкупил оставшиеся у «Интерроса» 7 % акций «Росбанка», став основным акционером (99,9508 %).
В 2022 году, единственным акционером банка стала группа «Интеррос» Владимира Потанина.
В октябре 2022 года «Интеррос» передала 47,5 % в капитале Росбанка благотворительному фонду Владимира Потанина. Доля акций «Интерроса» в Росбанке снизилась до 45 %, ещё 7,5 % акций в конце сентября перешли на баланс компании «Русфинанс», которая принадлежит Росбанку.
16 августа 2024 года «ТКС Холдинг» (куда входит «Т-Банк») приобрел 91,9% акций Росбанка, доведя свой пакет до 99,4%.

## Деятельность

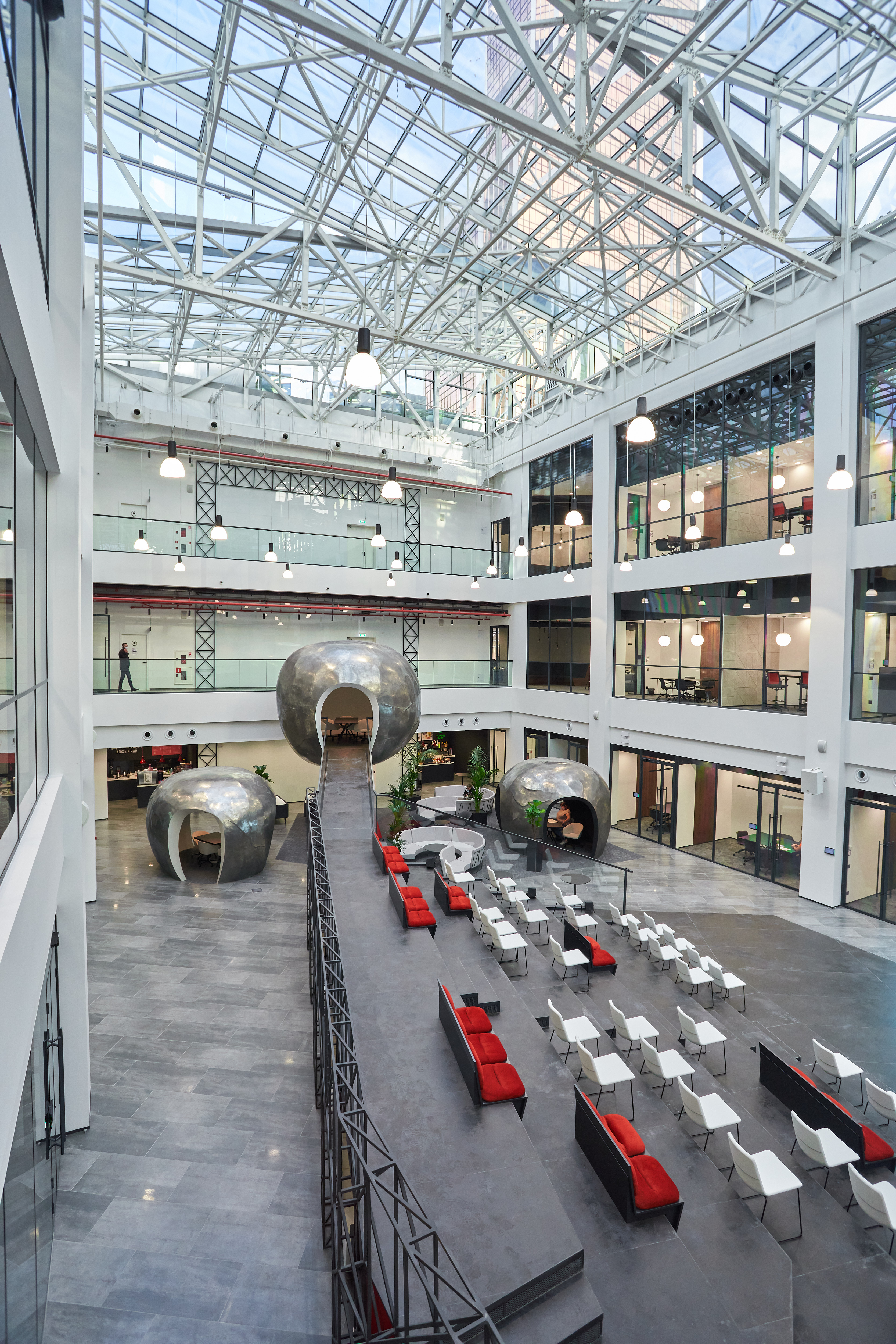
Росбанк, ОКО

Банк является многопрофильным финансовым институтом, оказывает весь перечень банковских услуг как физическим, так и юридическим лицам. Банк имеет генеральную лицензию на осуществление банковских операций, лицензии профессионального участника рынка ценных бумаг, лицензии на осуществление операций с драгоценными металлами и др. Росбанк обслуживает около 5 млн частных клиентов, 78 тыс. клиентов малого бизнеса, 7,3 тыс. крупных корпоративных клиентов.
В 2019 году сеть банка насчитывала около 255 отделений в 66 регионах России и более 36 тыс. банкоматов партнёрской сети, включая 1500 собственных.

## Рейтинги
Росбанку присваивались наивысшие кредитные рейтинги национальных рейтинговых агентств АКРА и «Эксперт РА». АКРА — на уровне «AAA(RU)», прогноз «стабильный» (ежегодно подтверждается с 2017 года, в 2024 году поставлен на пересмотр, прогноз «развивающийся»). В январе 2025 рейтинг АКРА отозван. «Эксперт РА» — на уровне «ruААА», прогноз «стабильный», рейтинг ежегодно подтверждался с 2017 года, в 2024 году рейтинг был взят под наблюдение, в январе 2025 отозван.
До 2022 года Росбанк также имел кредитные рейтинги международных рейтинговых агентств Fitch Ratings («BBB») и Moody’s Investors Service («Baa3»).